# Fondazione Alessandro Durini
La Fondazione Alessandro Durini è un ente morale italiano con sede a Milano a Palazzo Durini di Monza.

## Storia
Venne creata nel 1939 da Antonio Durini, figlio del pittore Alessandro Durini e della pianista Guglielmina Litta.
Privo di eredi infatti, decise di destinare l'intero patrimonio ad una fondazione con il compito di supportare pittori giovani o in difficoltà.
Oggi la fondazione continua la propria attività grazie al lavoro di Don Giulio Durini di Monza, anch'egli pittore, nonché presidente della Fondazione.

## Galleria e Collezione Durini
La Fondazione è stata, sin dalla sua creazione, titolare di un grande patrimonio artistico.
Buona parte di tale collezione era esposta presso la Galleria Durini, nel palazzo adiacente ai Giardini della Guastalla, non pervenuto ai nostri giorni.

## Attività
La Fondazione Durini sostiene le arti attraverso l'istituzione di bandi e organizzazione di attività culturali.
Tra gli atti di liberalità più cospicui e meritevoli di menzione, vi fu quello di Don Teobaldo Durini di Monza: egli infatti decise di donare alla città di Milano gran parte degli arredi e delle opere appartenenti alla Fondazione, dopo che vennero custodite presso il Castello Sforzesco durante la guerra.